# Église Saint-Nicolas de Nieuwveen
Pour les articles homonymes, voir Église Saint-Nicolas.
L'église Saint-Nicolas (en néerlandais : Sint Nicolaaskerk) est une église néogothique du milieu du XIXe siècle située dans la ville de Nieuwveen aux Pays-Bas.

## Histoire

### Origine

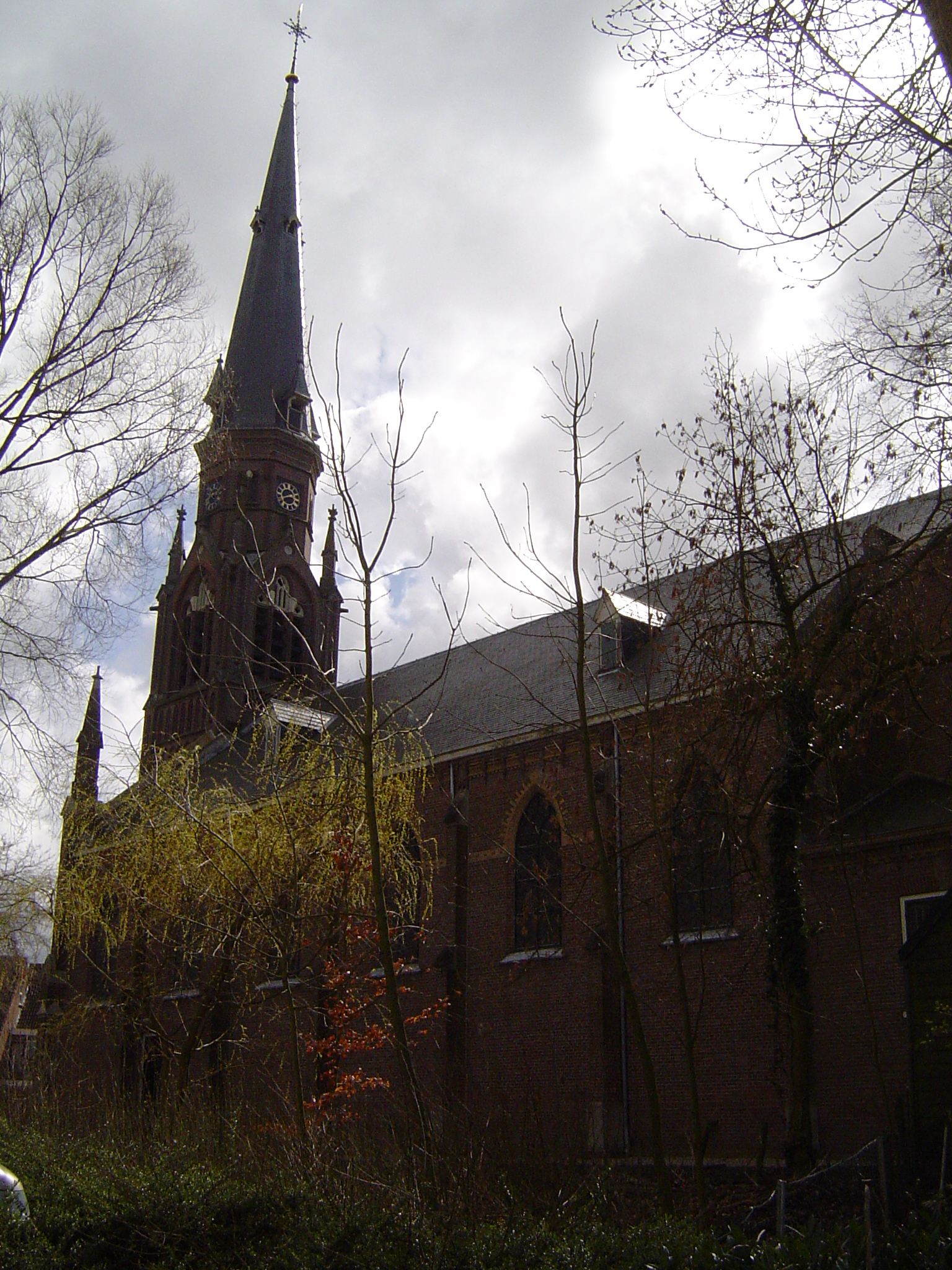
façade de l'église

La paroisse de Saint-Nicolas est fondée en 1865, mais l'église n'est construite qu'en 1867. Elle est érigée dans la rue principale de Nieuwveen dans la province néerlandaise de Hollande-Méridionale par l'architecte Theo Asseler, qui conçoit une structure simple de style néo-gothique néerlandais. 

### Histoire du clocher
Lorsque l'évêque Bottemanne vient en 1886 pour visiter l'Église Saint-Nicolas, il ne parvient pas à trouver la paroisse car il n'aperçoit pas le clocher. L'architecte Evert Margry est donc engagé pour la construction d'une tour néo-gothique d'une hauteur de 48 mètres.

### Œuvres
L'orgue a été construit en 1876 par les frères Smits, puis restauré en 1956 et en 2003.
Au-dessus de l'entrée de l'église se dresse une statue de saint Nicolas, et dans le porche deux monuments monumentaux : une pierre de 1559 provenant de la première église Saint-Nicolas reprise par les protestants pendant la Réforme, et une deuxième pierre datant de 1740 provenant de l'ancien presbytère de Zevenhoven. 

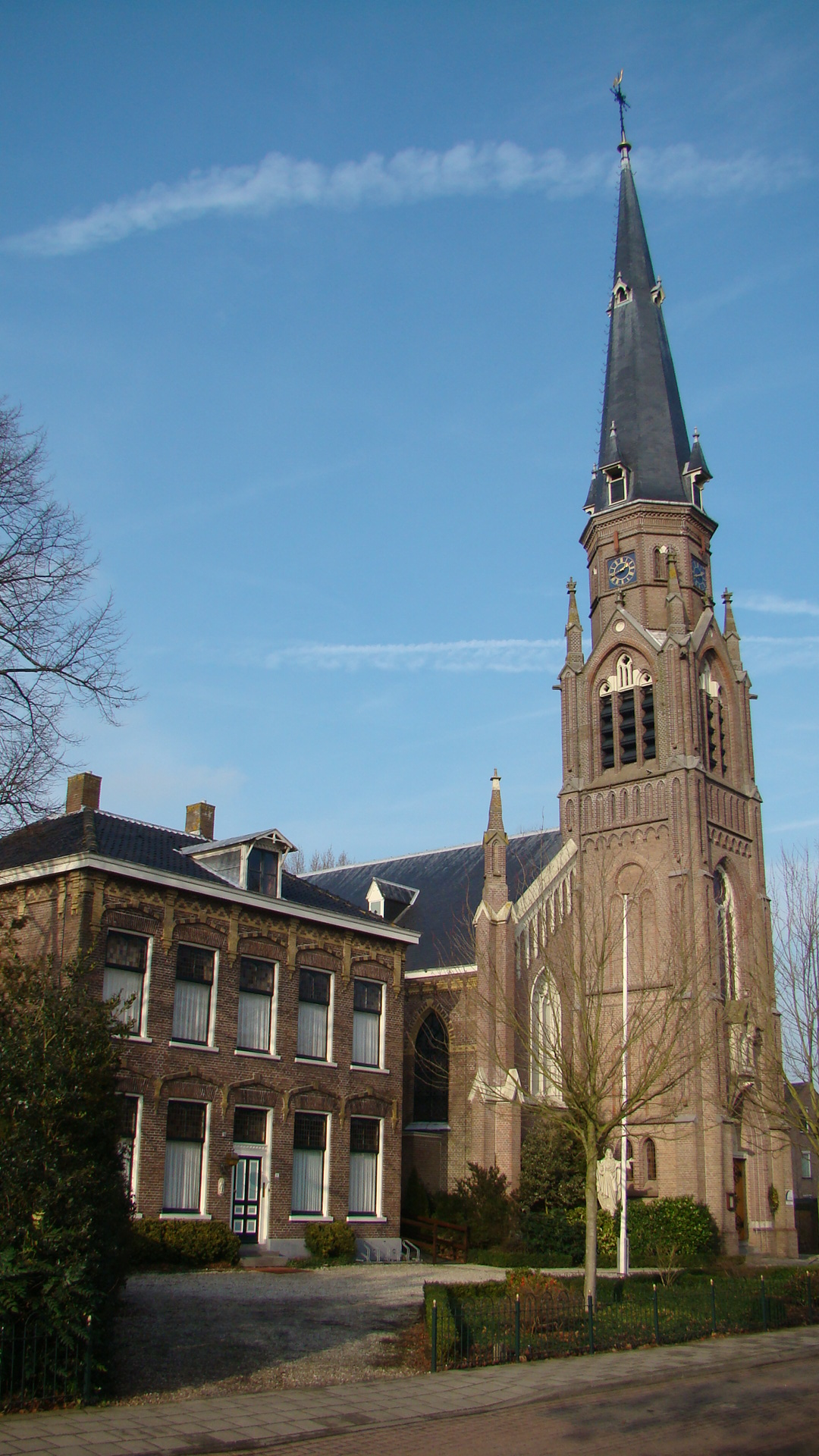
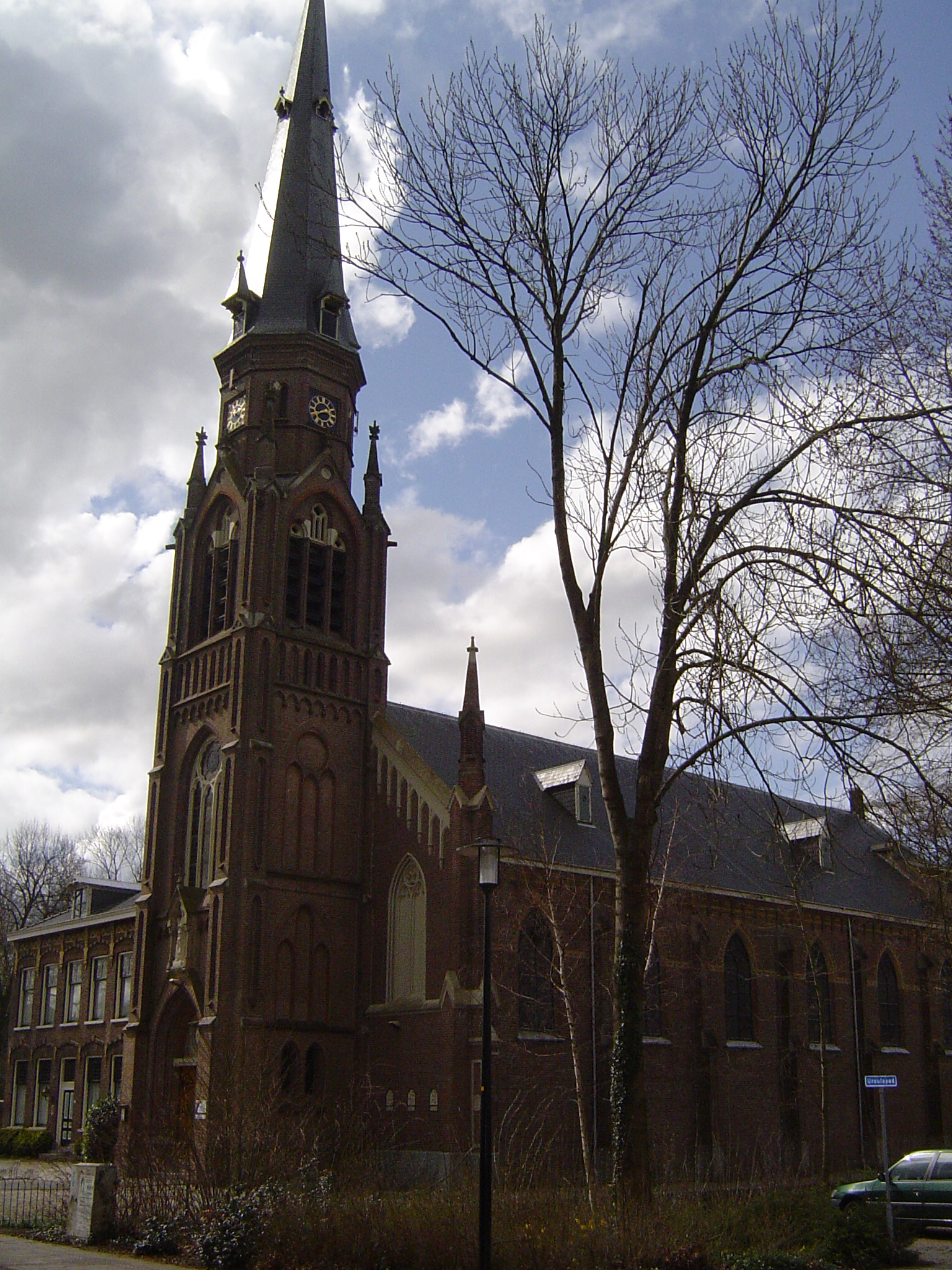
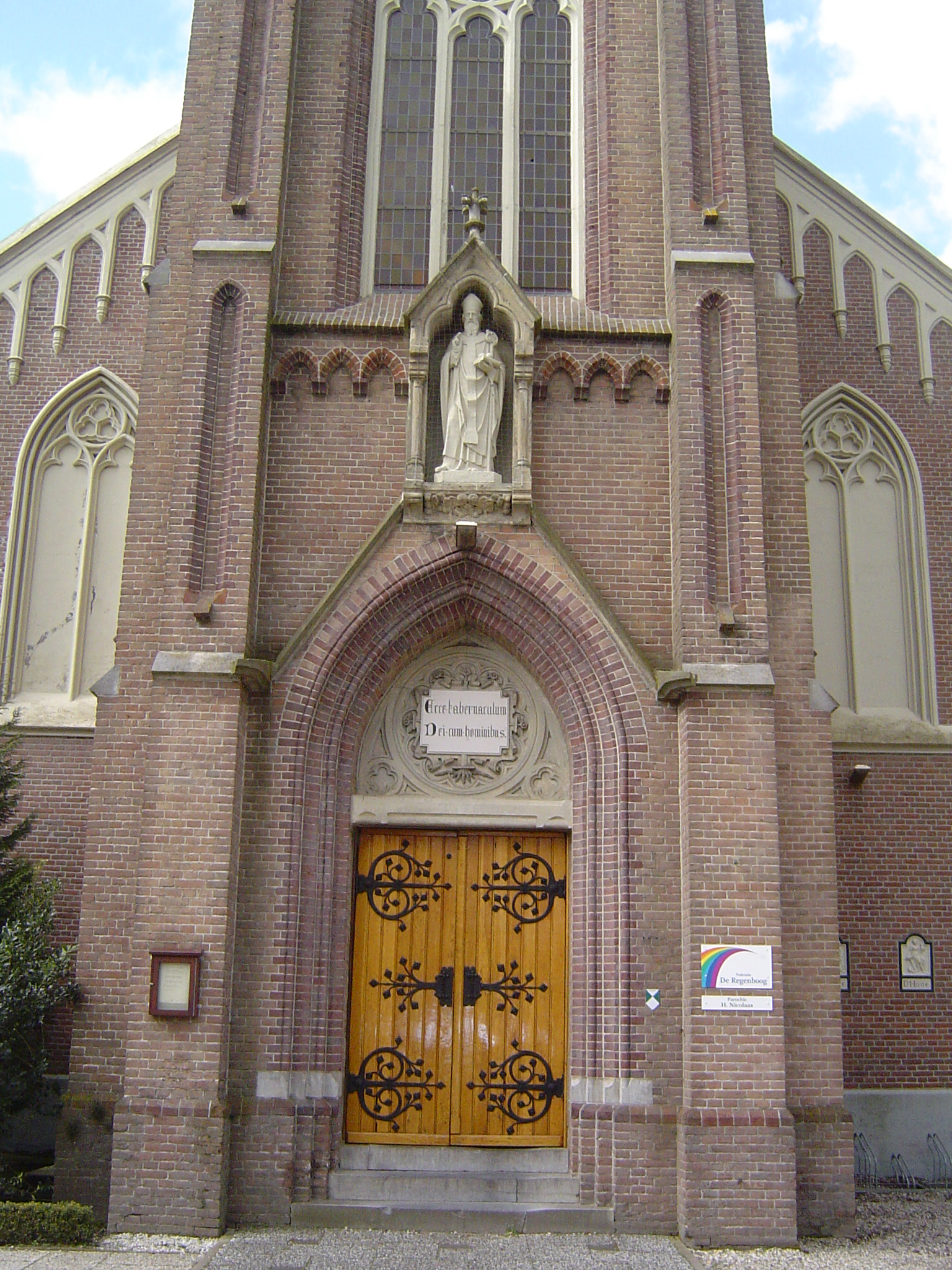